# Nebojša Krupniković
Nebojša Krupniković (ur. 15 sierpnia 1973) – serbski piłkarz występujący na pozycji pomocnika.

## Kariera klubowa
Od 1991 do 2008 roku występował w klubach Crvena zvezda, Radnički Belgrad, Panionios GSS, Standard Liège, Gamba Osaka, SC Bastia, OFK Beograd, Chemnitz, Hannover 96, Arminia Bielefeld, JEF United Chiba i Paderborn.